# Jan Adam Kruseman
Jan Adam Kruseman (Haarlem, 12 febbraio 1804 – Haarlem, 17 marzo 1862) è stato un pittore olandese.

## Biografia

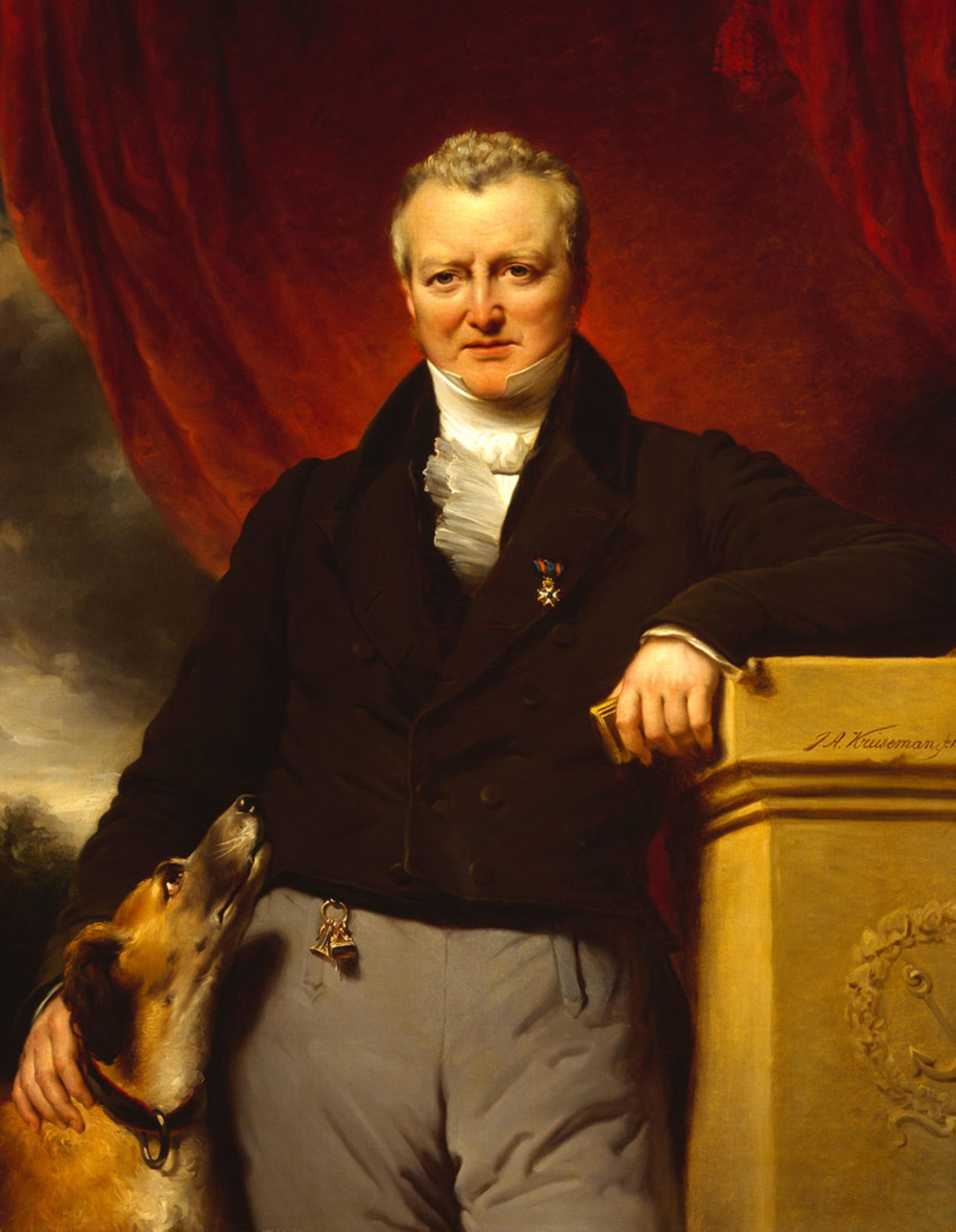
Ritratto di Adrian van der Hoop.

Nacque in una famiglia agiata. Nel 1819, all'età di quindici anni, si recò ad Amsterdam, e si iscrisse alla Tekenacademie, dove ricevette le prime lezioni in ambito artistico da suo cugino, Cornelis Kruseman . Dal 1822 al 1824 studiò a Bruxelles sotto la guida dei pittori François-Joseph Navez e Jacques-Louis David.
Si sposò nel 1826 e ebbe sette figli, tra cui Jan Theodoor Kruseman, che seguì la professione del padre, divenendo pittore. 
All'età di ventisei anni, nel 1830, divenne Direttore dell'Accademia di Belle Arti (precursore della Rijksakademie).
Ottenne numerose ed importanti commissioni, quali il ritratto di Adriaan van der Hoop, un banchiere con legami con la famiglia reale nel 1833, l'incarico di dipingere un ritratto postumo dello zar Alessandro I, come regalo per Anna Pavlovna, che era sposata con il principe Guglielmo. Dopo che quest'ultimo salì al trono, Kruseman fu incaricato di dipingere ritratti ufficiali della famiglia reale.
Nel 1844 fu nominato Cavaliere dell'Ordine del Leone dei Paesi Bassi.Nel corso della sua carriera artistica ha realizzato oltre 500 ritratti, per lo più della nobiltà e dei ricchi borghesi. Questi si distinguono per la loro mancanza di idealizzazione e l'attenzione ai dettagli dell'abbigliamento. Ha avuto numerosi studenti; tra i più noti vi erano David Bles, Moritz Calisch e Jozef Israëls.
Dopo la sua morte, la figura di questo artista è stata dimenticata. Solo in anni recenti si è riscoperto.  Dal 2002 al 2003 si è tenuta un'importante retrospettiva sulla sua attività al Palazzo di Het Loo e, nel 2015, si è tenuta una mostra con tutti gli artisti della famiglia allargata Kruseman allo Stedelijk Museum Alkmaar.
Gli è stata intitolata una strada a Rosmalen.

## Galleria d'immagini

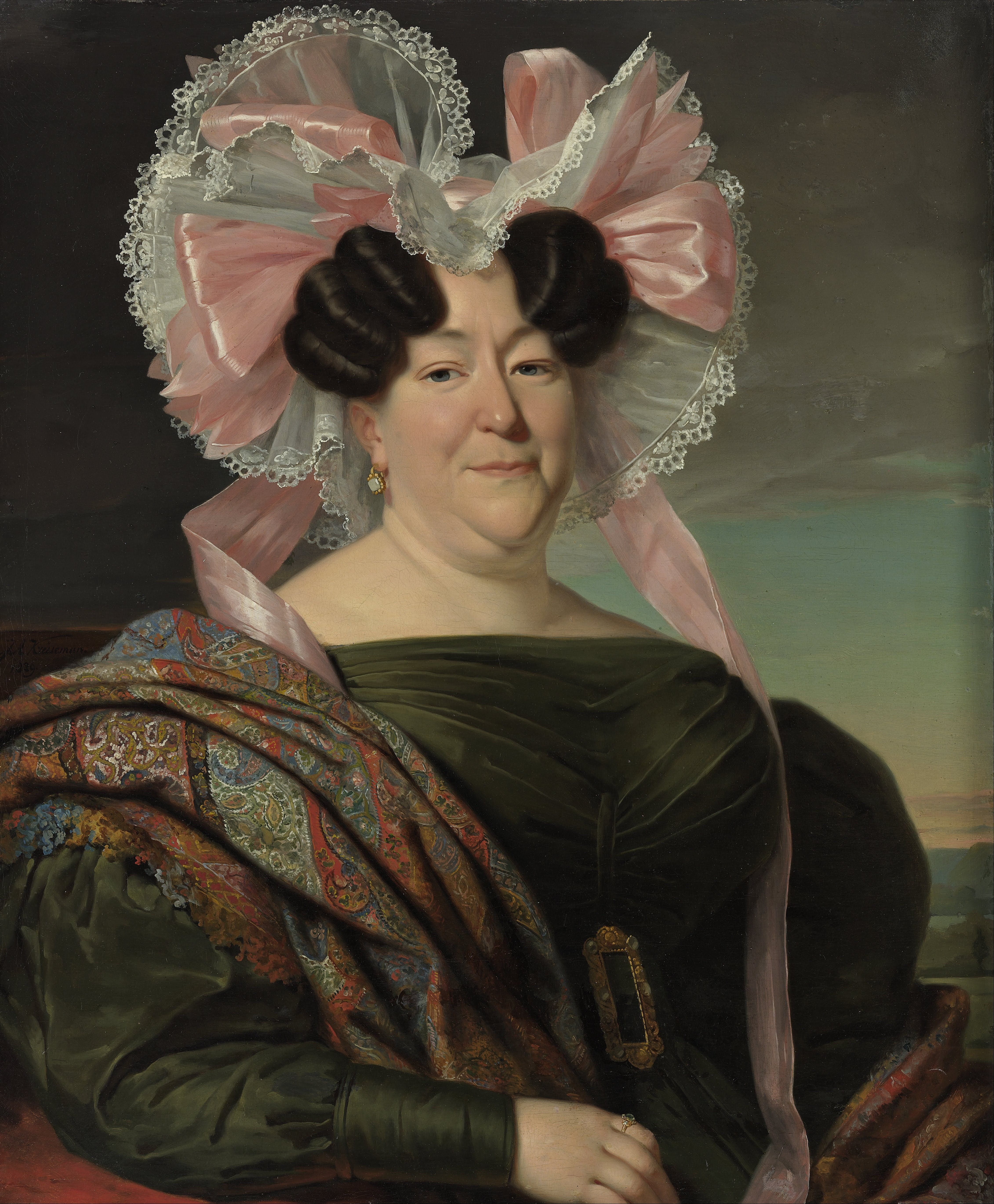
Ritratto di signora
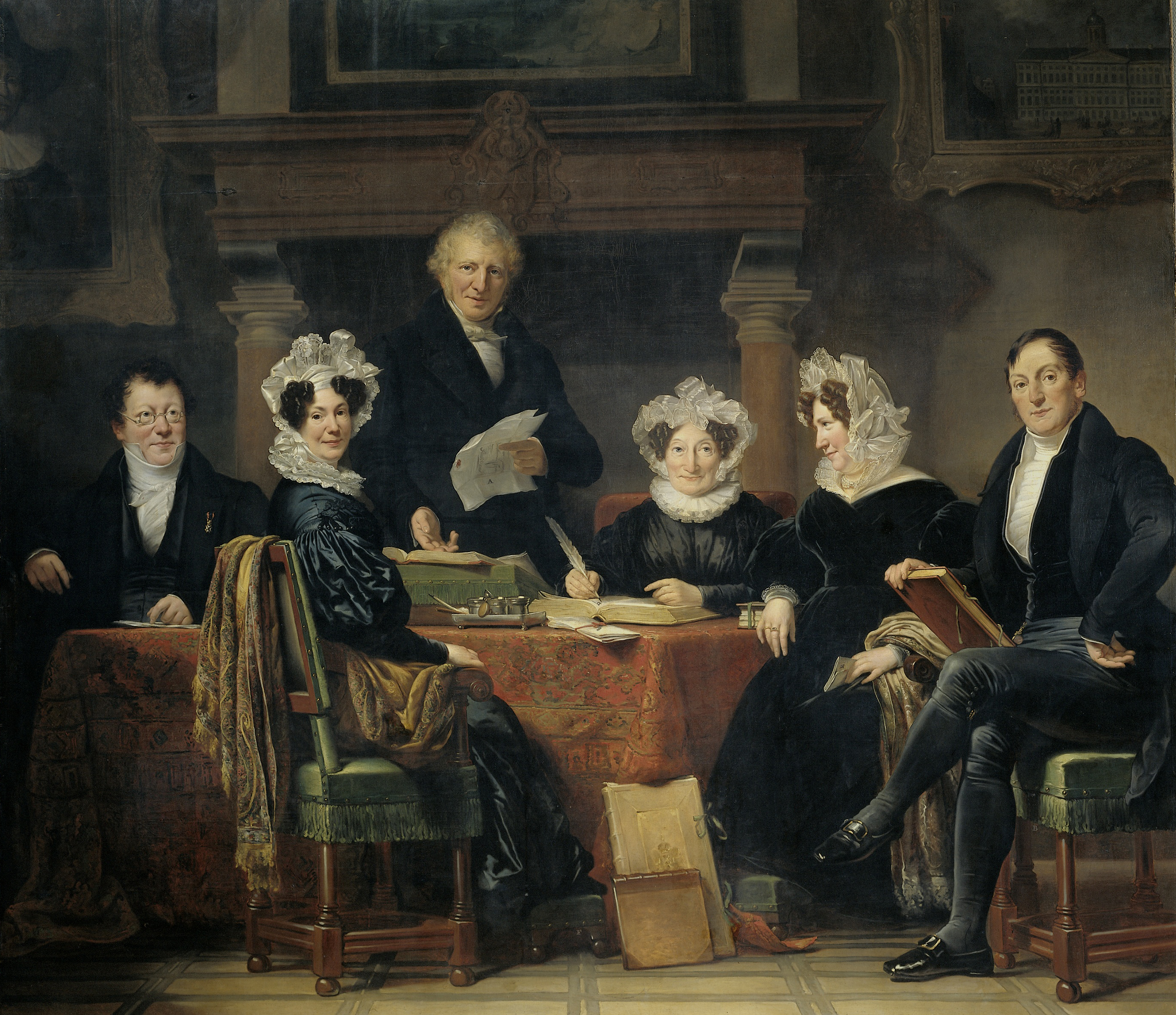
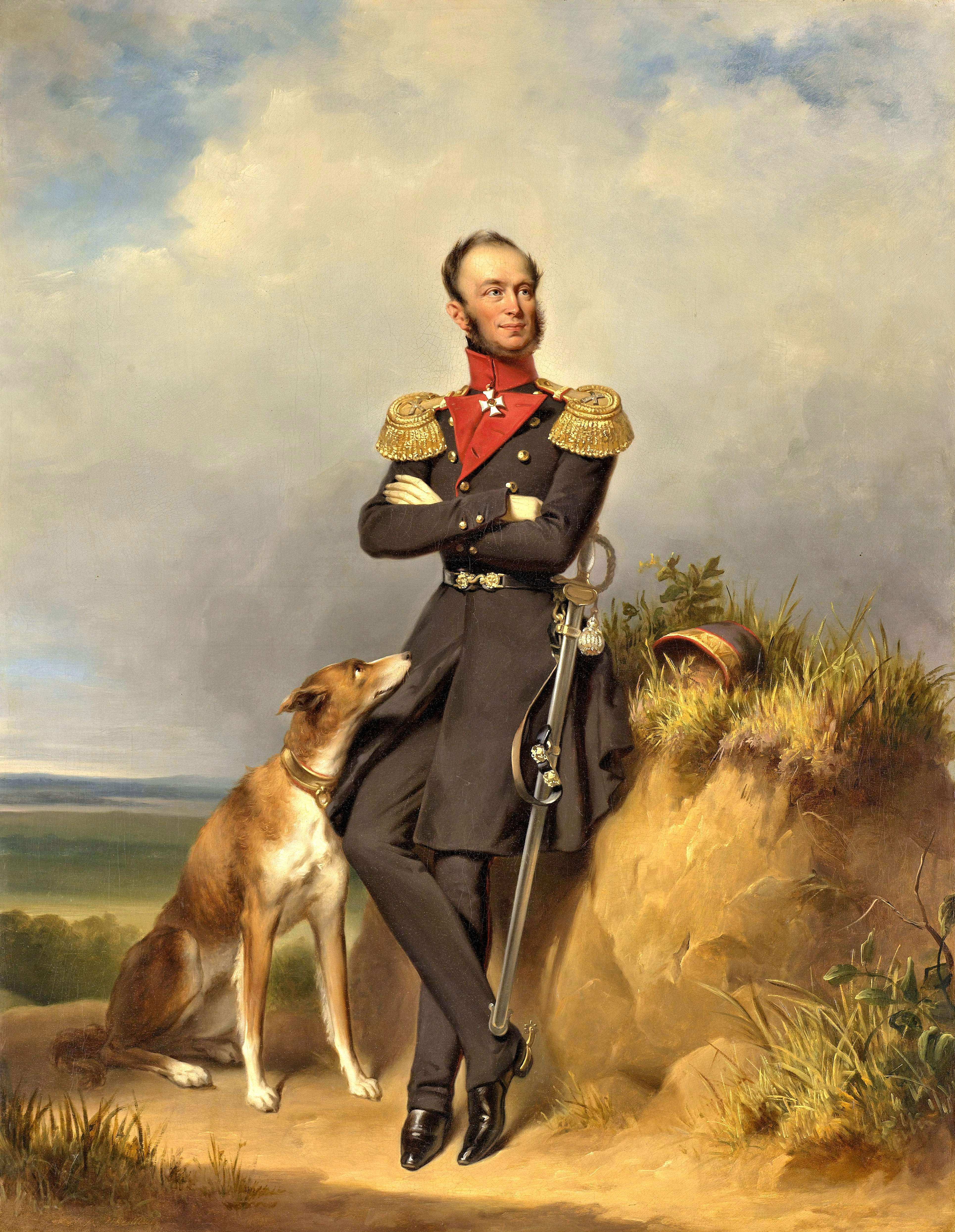
Re Guglielmo II
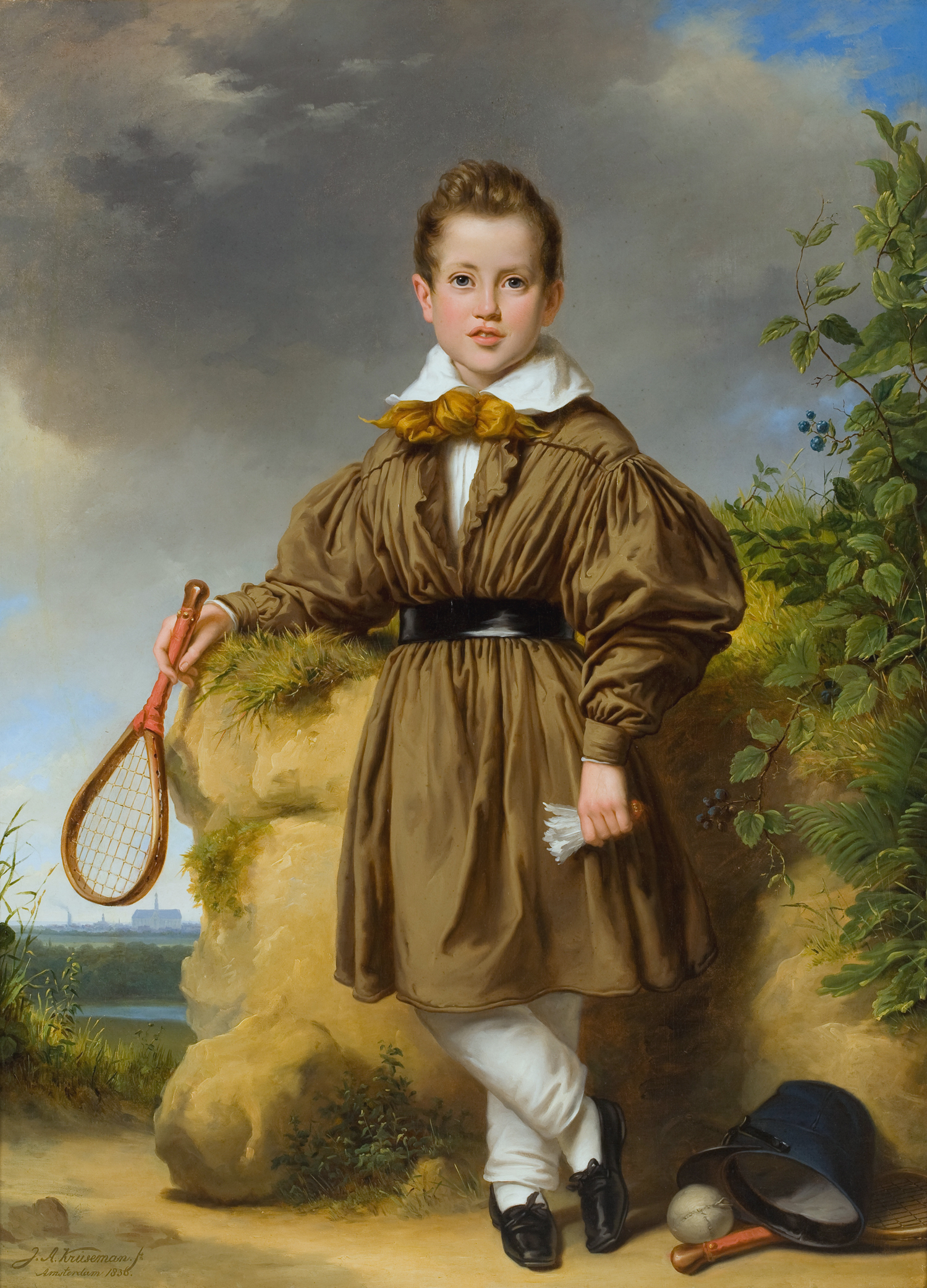
Ritratto di Jan Philip Francois van der Vinne, olio su tela, 151,9 x 119,2 cm, 1836
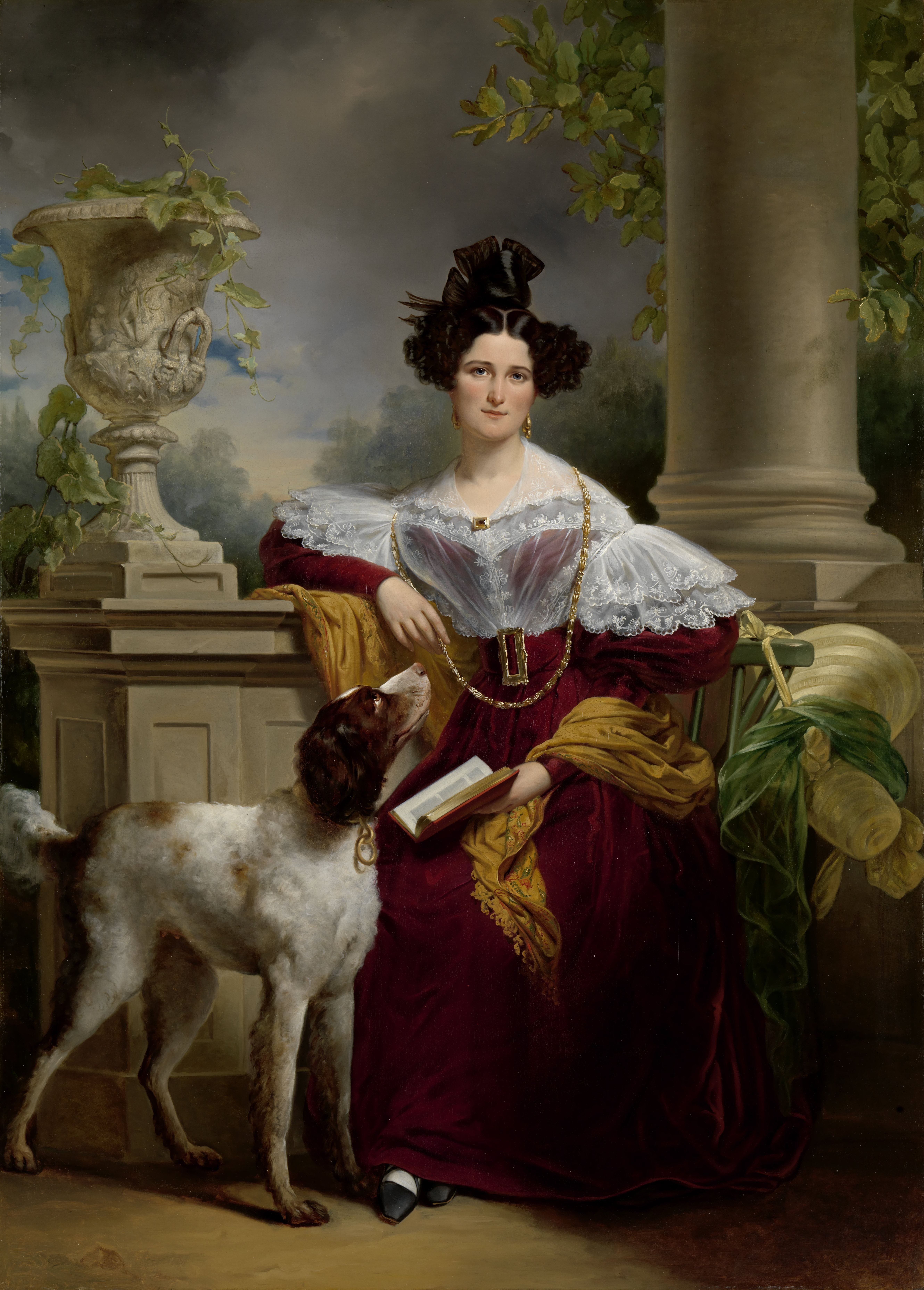
Ritratto di Alida Christina Assink, olio su tela